# Carlos Tavares
Carlos Manuel Tavares da Silva (Estarreja, 4 de abril de 1953) é um político português.

## Biografia
Ocupou o cargo de Ministro da Economia no XV Governo Constitucional. Foi presidente da Comissão do Mercado de Valores Mobiliários entre 2005 e 2016. Desde 2018, é presidente da Caixa Económica Montepio Geral.

### Condecorações[1][2]
- Grã-Cruz da Ordem da Rosa Branca da Finlândia (6 de fevereiro de 2003)
- Grã-Cruz da Ordem de Honra da Grécia (10 de agosto de 2003)
- Grã-Cruz da Ordem Nacional do Cruzeiro do Sul do Brasil (16 de setembro de 2003)

## Funções governamentais exercidas
- XV Governo Constitucional
  - Ministro da Economia